# Тополе (Рогашка Слатина)
Тополе (словен. Topole) је насељено место у општини Рогашка Слатина, Савињска регија, Словенија.

## Историја
До територијалне реорганизације у Словенији било је у саставу старе општине Шмарје при Јелшах.

## Становништво
У попису становништва из 2011. године, Тополе је имало 237 становника.
| Број становника према пописима | Број становника према пописима | Број становника према пописима |
| ------------------------------ | ------------------------------ | ------------------------------ |
| 1991                           | 2002                           | 2011                           |
| 196                            | 205                            | 237                            |